# Ganganahalli, Kanakapura
Ganganahalli là một làng thuộc tehsil Kanakapura, huyện Ramanagara, bang Karnataka, Ấn Độ.